# Birkeland (Agder)
Birkeland è un villaggio della Norvegia, situato nella municipalità di Birkenes, nella contea di Agder.
Il villaggio si trova sulla sponda orientale del fiume Tovdalselva, dall'altra parte del fiume rispetto al villaggio di Flakk. La strada nazionale norvegese 41 attraversa il villaggio. Il villaggio si trova a circa 30 chilometri a nord-est della città di Kristiansand e circa 14 chilometri a nord-ovest di Lillesand.
Il villaggio di 2,05 chilometri quadrati ha una popolazione (al 2016) di 2.819 abitanti, che dà al villaggio una densità di popolazione di 1.375 abitanti per chilometro quadrato.
La vecchia linea ferroviaria Lillesand – Flaksvand attraversava Birkeland, ma fu chiusa nel 1953. Il giornale Birkenesavisa viene pubblicato a Birkeland. L'Università popolare della Norvegia meridionale si trova a Birkeland e la chiesa di Birkenes si trova a sud di Birkeland, nel piccolo villaggio di Mollestad.